# Chawuhucultuur
De Chawuhucultuur (Chinees: 察吾乎沟口文化; Engels Chawuhu culture) is een archeologische cultuur van de Scythisch-Siberische wereld in het zuidelijke gebied Tiensjan, ten westen van het Bostenmeer. De naam is afgeleid van de Chawuhu-begraafplaats (Chawuhugou, traditioneel Chinees: 察吾乎古墓群) in Xinjiang in China.

## Onderzoek
De graven van Chawuhugou werden in 1983 ontdekt in de dalen van de zuidelijke Tiensjan ten noordwesten van Karasahr, ongeveer 30 km ten westen van de provinciehoofdstad Hejing in de gemeente Haermodun. Als resultaat van opgravingen in de tweede helft van de jaren '80 door Lu Enguo, Chen Ge, Cong Dexin en anderen, werden tot 1.500 graven bestudeerd, waarvan meer dan 500 in Chawuhugou.

## Bevolking
De dragers van de Chawuhucultuur waren van een Europide type en beoefenden schedelvervorming. Antropologische analyse toonde het overwicht aan van het Pamir-Fergana-type met een klein Mongoloïde element. Onderzoekers wezen op de grote diversiteit van de begrafenisritus, die duidelijk verband houdt met de etnische diversiteit van de cultuur. In de vorming van cultuur is de invloed zichtbaar van de Begazy-Dandybajcultuur, later dicht bij de Chustcultuur van akkerbouwers met beschilderd aardewerk van Centraal-Azië. Daarnaast was er interactie met de Yanbulaqcultuur van de Hami-laagte, en met de proto-Qiang-culturen van Gansu en Qinghai. 
Materialen van de vroegste begrafenissen tonen de banden van de regio Tiensjan met de culturen van Zuid-Siberië in het stadium van de vorming van de vroege Scythische culturen in de 9e eeuw v.Chr.
Sergej Komissarov merkte op dat deze vroegste vindplaatsen in een aantal opzichten vergelijkbaar waren met de Scythische culturen van de steppen en berguitlopers van Eurazië. Er zijn niet zo veel "Scythische" elementen, maar deze zijn representatief en systemisch, niet willekeurig.
Op basis van de Chawuhucultur ontwikkelde zich onder meer de Subeixicultuur. 
Als een speciale lokale variant onderscheid men de vondsten van de begraafplaats Qunbake in het naburige arrondissement Bügür, die verschillen van de Chawuhu-groep in de begrafenisritus, maar qua inventaris zeer dicht bij elkaar liggen. De indeling van de begraafplaats in rijen en clusters bij grote grafheuvels is gelijk aan de begraafplaatsen van nomaden in Kazachstan en de Sajan-Altaj-regio. Uitgaande van de criteria die zijn aangenomen in de Sajano-Altaj en in Kazachstan kunnen sites als Chawuhugou en Qunbake worden toegeschreven aan afzonderlijke culturen met verschillende soorten economie. Te oordelen naar de eigenaardigheden van de aanleg van begraafplaatsen en het aardewerk leidde de bevolking in Qunbake een mobiele levensstijl, beperkt tot meer vlakke omstandigheden.

## Levenswijze
De dragers van de Chawuhucultuur waren waarschijnlijk de vroegste nomaden van Oost-Turkestan, zoals blijkt uit de samenstelling van de veestapel (voornamelijk schapen en geiten, alsook paarden, kamelen, soms rundvee en de afwezigheid van de voor Oost-Azië kenmerkende varkenshouderij), talloze offerbegrafenissen van schedels van paarden en kamelen, wat getuigt van de speciale verering van dit vee, en de aanwezigheid in de grafinventaris van talrijke bitten, wangstukken, verschillende gespen en delen van paardentuig.
De concentratie van vindplaatsen in het voorgebergte werpt de vraag op van het verticale nomadisme van de Chawuhu-bergbewoners, in tegenstelling tot hun laaglandstamleden die de begraafplaats Qunbake nalieten.
Transhumance-veefokkerij werd aangevuld met ondersteunende landbouw. Op de begraafplaats Qunbake werden tarwekorrels gevonden samen met korenaren en stro, evenals twee ijzeren sikkels. Hier manifesteerde zich waarschijnlijk de invloed van Centraal-Aziatische landbouwculturen. De agrarische manier van leven nam een kleine en duidelijk ondergeschikte plaats in de algemene economie in.
Gevonden werden handgevormde kannen, potten, mokken (tot 40% met een schenktuit), inclusief zulke met rode (minder vaak zwarte) geometrische beschildering op een witte achtergrond, borden en schalen van hout, messen en ringen van brons en ijzer, en hangers en oorbellen van brons en goud. Net als in het Hami-bekken verdween het beschilderd aardewerk rond 300 v.Chr. 
Sinds 2018 onderzochten archeologen uit China en de Verenigde Staten de overblijfselen van de versterkte proto-stad Koyuk Shahri (Chinees: Kuiyukexiehai'er) in de provincie Bügür. Men ontdekte dat het bestond in de 8e tot 1e eeuw v.Chr., en daarmee tot de oudste stedelijke nederzettingen van Oost-Turkestan behoorde. Men vond opmerkelijke artefacten, waaronder vaatwerk dat leek op de gebruiksvoorwerpen van de Chawuhucultuur.

## Begrafenissen
De begrafenissen van de Chawuhucultuur werden eeuwenlang in rijen gerangschikt, dicht bij elkaar, en het aardewerk daarin onderscheidde zich door een grote verscheidenheid aan vormen en versieringen.
Terwijl de wapens, paardenuitrusting en sommige soorten sieraden in chaukha dicht bij de culturen van Kazachstan en Zuid-Siberië van die tijd stonden, waren de grafstructuren aanzienlijk verschillend. In het bijzonder de "klassieke" begrafenissen uit de 7e eeuw v.Chr. in Chawuhugou waren crypten, toen nog niet bekend op het grondgebied van Kazachstan en Zuid-Siberië. De doden werden begraven in grafkamers van steen, in ovale graven van ongeveer 1,5 à 2 m diep. De meeste kamers hadden karakteristieke doorgangen aan een of twee uiteinden. 
Begraven werd in ondiepe kuilen met stenen omheiningen, bekleed met stenen aan de binnen- en bovenkant, soms verticaal geplaatst. De lichamen lagen op hun rug (zelden op hun zij) met opgetrokken benen. In een vroeg stadium domineerden individuele begrafenissen, later kwamen meer groeps- en meervoudige begrafenissen voor. Er werd een groot aantal kuilen gevonden gevuld met botten van paarden, groot en klein vee.
De Qunbake-begrafenissen bestonden uit ronde of ovale grafheuvels met een houten frame. Hoewel Qunbake is opgenomen in de Chawuhu-"culturele groep", waren er ongetwijfeld overeenkomsten in het begrafenisritueel met de late begrafenissen van de Gumugou-begraafplaats.